# Балабай Катерина Костянтинівна
Катер́ина Костянт́инівна Балаб́ай (нар. 8 лютого 1981, Харків) — українська режисерка, продюсерка, сценаристка, підприємиця, культурна діячка.
Засновниця студії MEDIAGROUP 8. Член Національної спілки журналістів України з 2010 року. Член Національної спілки кінематографістів України з 2020 року.
Мешкає в Харкові.

## Життєпис
Народилася 8 лютого 1981 року в Харкові, Україна. З 1983 по 1989 мешкала в місті Усть-Каменогорськ, Казахстан.

### Освіта
1997 — закінчила музичну школу № 3 (Харків) по класу фортепіано. У 2015 році закінчила Харківську державну академію культури за спеціальністю «режисер кіно та телебачення» (майстер курсу — О. Кучеренко).

### Кар'єра
З 2001 року — журналістка, а потім редакторка в друкованих та інтернет-виданнях. З 2007 — журналістка на харківському телеканалі «Simon», співпрацювала з національними телеканалами. Пізніше створила власні репортажі, фільми, есеї.
Під час навчання у Харківській державній академії культури познайомилася з оператором-постановником Юрієм Красюком, з яким працювала над більшістю проєктів. У 2022 році Красюк Юрій Олександрович загинув при звільнені Херсонщини, потрапивши під артилерійський обстріл. Воював у складі 24-ї бригади Короля Данила.
У 2016 році заснувала студію MEDIAGROUP 8. Серед робіт студії — художні та документальні фільми, комерційне відео.

## Фільмографія
| Назва фільму                                            | Рік випуску | Авторка сценарію | Режисерка | Продюсерка | Нагороди |
| ------------------------------------------------------- | ----------- | ---------------- | --------- | ---------- | --- |
| Дронині мандрони                                        | 2020        | V                | V         | V          | |
| Мнема [Архівовано 22 липня 2020 у Wayback Machine.]     | 2018        | V                | V         | V          | «Best production» ArteNonStopFestival [Архівовано 10 серпня 2020 у Wayback Machine.], Аргентина |
| Моя земля [Архівовано 22 липня 2020 у Wayback Machine.] | 2017        | V                | V         | V          | «Кращий ігровий фільм», фестиваль «Кіномедіа [Архівовано 7 липня 2020 у Wayback Machine.]», Київ, Україна Переможець"The Women's Film & Script Showcase [Архівовано 23 липня 2020 у Wayback Machine.]", Лос-Анжелес, США |
| На Днепровских рубежах                                  | 2014        | V                | V         | V          | |
| Город, в котором никто не выходит (курсова робота)      | 2013        | V                | V         | V          | |